# Cadrete
Cadrete là một đô thị ở đông bắc Tây Ban Nha, gần Zaragoza. Cadrete có dân số 2445 người (năm 2007). Đô thị này nổi tiếng với tòa nhà thời Hồi giáo, nhà thời Mudejar.
Cadrete nằm ở độ cao 387 m trên mực nước biển, cách tỉnh lỵ Zaragoza 12 km. Mã số bưu chính là 50420.